# داروين بروملي
داروين بروملي (بالإنجليزية: Darwin Bromley) هو مصمم لعب تقمص أدوار أمريكي، ولد في 23 أكتوبر 1950 في هنغتينغتون في الولايات المتحدة، وتوفي في 2 يناير 2019.